# Je suis le chef de la révolution
 (octobre 2023).
Si vous disposez d'ouvrages ou d'articles de référence ou si vous connaissez des sites web de qualité traitant du thème abordé ici, merci de compléter l'article en donnant les références utiles à sa vérifiabilité et en les liant à la section « Notes et références ».
Je suis le chef de la révolution est un roman français pour enfant de Chris Donner, publié à L'École des loisirs, collection Neuf, en 1998.
C'est l'histoire d'un jeune garçon de 9 ans qui, baigné dans le communisme de son entourage, attend qu'arrive la révolution, avec en toile de fond la guerre du Viêt Nam.

## L'histoire
Henri a 9 ans. Il est baigné dans le communisme de son père et de son entourage, et notamment par le jeune Yvan, 12 ans, qui connaît tant de choses sur les penseurs communistes et sur l'URSS, le plus grand pays du monde.
Les vacances en Grèce avec Yvan lui permettront de percer la personnalité de ce dernier, qui n'est pas exactement celui qu'il croyait, et son arrivée au collège lui permettra de percer les « ambitions » des communistes français, qui ne sont pas les révolutionnaires qu'il croyait.

## Personnages
- Henri : jeune garçon de 9 ans, il est fasciné par Yvan et par la révolution qui ne peut qu'arriver.
- Yves « Yvan » : jeune homme de 12 ans, il est passionné par l'URSS, ses exploits spatiaux et sa puissance, qui devra bientôt conquérir le monde.
- Patrick : copain de classe d'Henri, il est plus circonspect sur la puissance de l'URSS et explique à Henri que les États-Unis sont bien plus puissants.